# Кубок світу з біатлону 2018—2019 — етап 1
Перший етап Кубка світу з біатлону 2018—19 відбувався в Поклюці, Словенія, з 2 по 9 грудня  2018 року. До програми етапу було включено 8 гонок: індивідуальна гонка, спринт та гонка переслідування у чоловіків та жінок, а також дві змішані естафети.

## Гонки

### Чоловіки
| Гонка:                    | Золото:                      | Час               | Срібло:                   | Час               | Бронза:                 | Час               |
| Індивідуальна гонка 20 км | Мартен Фуркад Франція        | 47:09.2 (0+0+0+0) | Йоганнес Кюн Німеччина    | 47:13.4 (0+0+0+0) | Зімон Едер Німеччина    | 47:28.9 (0+0+0+0) |
| Спринт 10 км              | Йоганнес Тінгнес Бо Норвегія | 23:46.3 (0+1)     | Антонен Гігонна Франція   | 24:02.4 (0+0)     | Олександр Логінов Росія | 24:02.7 (0+0)     |
| Переслідування 12,5 км    | Йоганнес Тінгнес Бо Норвегія | 30:20.4 (1+0+0+2) | Кантен Фійон Майє Франція | 30:20.5 (0+0+0+0) | Олександр Логінов Росія | 30:22.3 (0+0+1+0) |

### Жінки
| Гонка:                    | Золото:                    | Час               | Срібло:              | Час               | Бронза:                     | Час               |
| Індивідуальна гонка 15 км | Юлія Джима Україна         | 43:06.6 (0+0+0+0) | Моніка Гойніш Польща | 43:12.5 (0+0+0+1) | Маркета Давидова Чехія      | 43:23.1 (0+0+0+1) |
| Спринт 7,5 км             | Кайса Мякяряйнен Фінляндія | 20:08.1 (0+0)     | Доротея Вірер Італія | 20:22.9 (0+0)     | Жустін Бреза Франція        | 20:50.2 (0+0)     |
| Переслідування 10 км      | Кайса Мякяряйнен Фінляндія | 29:16.9 (0+0+0+0) | Доротея Вірер Італія | 29:58.2 (0+0+0+0) | Пауліна Фіалкова Словаччина | 30:16.1 (0+0+0+0) |

### Естафети
| Гонка:                    | Золото:                                                     | Час                                                       | Срібло:                                                           | Час                                                       | Бронза:                                                       | Час                                                       |
| Одиночна змішана естафета | Норвегія Текла Брун-Лі Ларс Хегле Біркеланд                 | 38:26.7 (0-0) (0-2) (0-0) (0-1) (0-0) (0-0) (1-0) (0-0)   | Австрія Ліза Тереза Гаузер Зімон Едер                             | 38:35.2 (0-1) (0-2) (0-0) (0-1) (0-0) (0-0)               | Україна Анастасія Меркушина Артем Тищенко                     | 38:47.4 (0-0) (0-0) (0-0) (0-1)                           |
| Змішана естафета          | Франція Анаїс Бескон Жустін Бреза Мартен Фуркад Сімон Детьє | 1:10:02.8 (0-2) (0-0) (0-1) (0-0) (0-0) (0-0) (0-0) (0-2) | Швейцарія Еліза Гаспарен Лена Гекі Беньямін Веґер Джеремі Фінелло | 1:10:41.5 (0-1) (0-2) (0-0) (0-3) (0-0) (0-0) (0-1) (0-2) | Італія Ліза Віттоцці Доротея Вірер Домінік Віндіш Лукас Гофер | 1:10:54.9 (0-0) (0-0) (0-2) (0-0) (1-3) (0-2) (0-0) (0-1) |

## Досягнення
Перша перемога на етапах Кубка світу
- Юлія Джима — індивідуальна гонка

Найкращий виступ за кар'єру
|  |  |

Перша гонка в Кубку світу
|  |  |